# Dunkirkmax
 (juin 2022).
Si vous disposez d'ouvrages ou d'articles de référence ou si vous connaissez des sites web de qualité traitant du thème abordé ici, merci de compléter l'article en donnant les références utiles à sa vérifiabilité et en les liant à la section « Notes et références ».

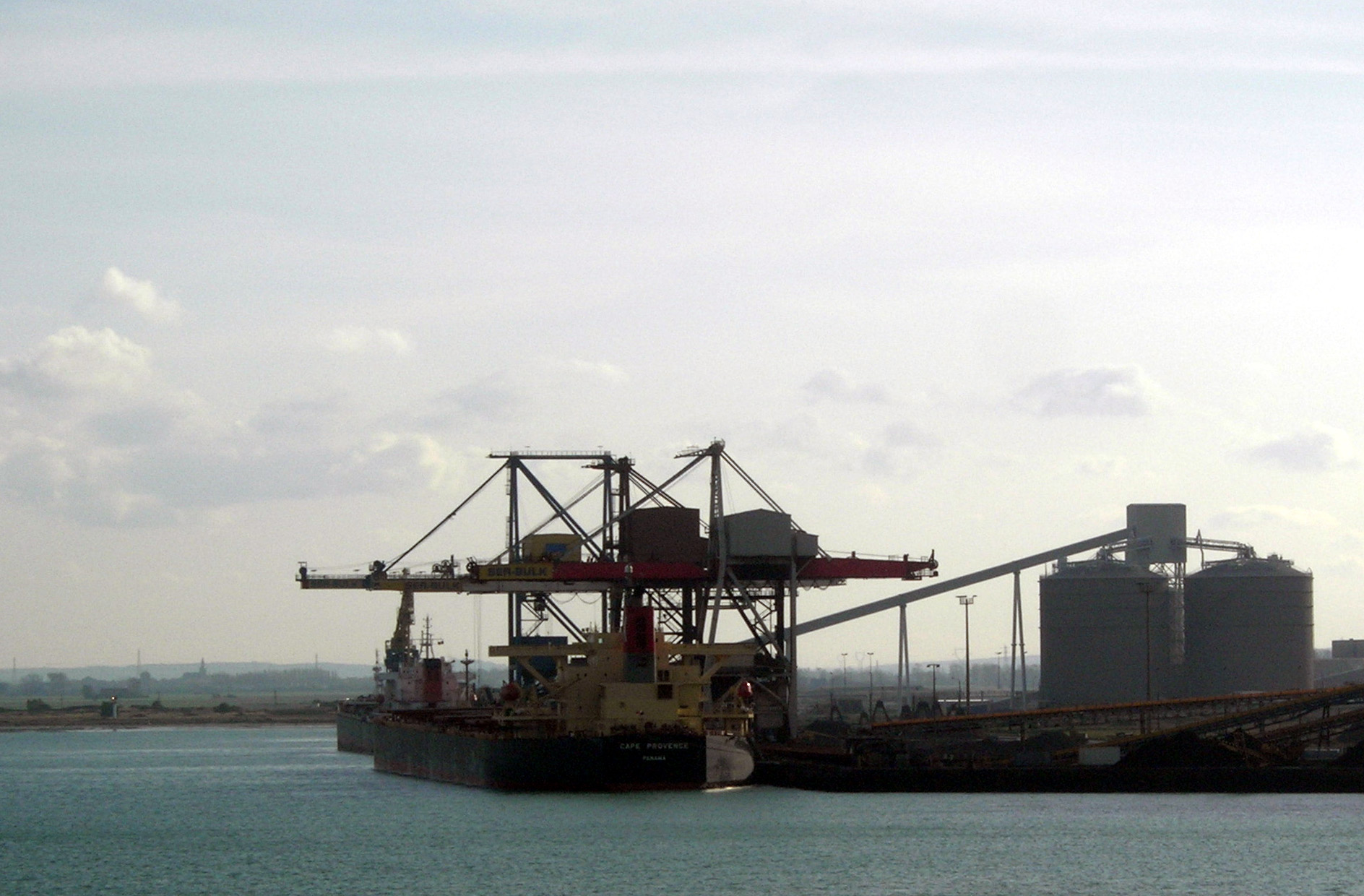
Le Cape Provence au terminal vraquier de Dunkerque.

Dunkirkmax désigne une classe de vraquiers dont les dimensions leur permettent de faire escale au port de Dunkerque (Dunkirk en anglais). De nombreuses marchandises en vrac transitent par ce port, dont du minerai de fer transporté par des minéraliers et déchargé par des portiques, à destination des industries métallurgiques.
Les écluses de la partie est du port limitent la longueur à 289 mètres et la largeur à 45 mètres ; le port en lourd maximum possible ainsi est de l'ordre de 175 000 tonnes, soit des navires de taille Capesize.